# Deuxième circonscription de Gonder ville
La deuxième circonscription de Gonder ville est une des 135 circonscriptions législatives de l'État fédéré Amhara, elle se situe dans la Zone Nord Gonder. Son représentant actuel est Tessema Gebrehiwot Engeda.